# إيتوماتوبوا
إيتوماتوبوا (بالإنجليزية: Eitumatupua)‏ هو رب التونغيز، الذي تسلق ابنه الأرضي أهويتو Ahoeitu شجرة السماء حتى يلتقي أباه، فأثار الحسد في صدور أخوته الذين مزقوه إربا وأكلوه، فأجبرهم إيتوماتوبوا أن يتقيأ كل واحد منهم الجزء الذي التهمة، وهكذا استعاد ابنه ثانية.